# Specialitka šéfkuchaře
Specialitka šéfkuchaře (v originále Fuera de carta) je španělský hraný film z roku 2008, který režíroval Nacho G. Velilla. Snímek měl světovou premiéru na filmovém festivalu v Málaze dne 6. dubna 2008.

## Děj
Maxi je šéfkuchař, který v Madridu vede vlastní restauraci. Jeho snem je získat hvězdu do Michelinova průvodce. Pomáhá své kamarádce najít si přítele. On sám se potýká s bývalou manželkou a svými dvěma dětmi.

## Obsazení
| Javier Cámara     | Maxi           |
| Lola Dueñas       | Alex           |
| Fernando Tejero   | Ramiro         |
| Benjamín Vicuña   | Horacio        |
| Chus Lampreave    | Celia          |
| Luis Varela       | Jaime          |
| Cristina Marcos   | Marta          |
| Alexandra Jiménez | Paula          |
| Junio Valverde    | Edu            |
| Alejandra Lorenzo | Alba           |
| Mariano Peña      | Álvaro         |
| Fernando Albizu   | Valero         |
| Carlos Leal       | Pascal Sánchez |
| Alberto Jo Lee    | Dae-Su         |